# Полетика Микола Павлович
Микола Павлович Полетика (17 квітня 1896, Конотоп — 25 березня 1988, Єрусалим) — видатний радянський історик, економіст, кандидат економічних наук (1936), доктор історичних наук (1940), професор.
Перший в СРСР кандидат економічних наук за спеціальністю «Економіка повітряного транспорту» (1936). Один з перших, хто на широкій документальній базі, серйозно вивчав історію виникнення Першої світової війни. Професор Планового інституту Держплану РРФСР в Саратові (1943—1944), професор Кредитно-економічного інституту Державного банку СРСР (1943—1944), професор Середньоазіатського державного університету (Ташкентський державний технічний університет) у Ташкенті (1951—1953), професор кафедри історії нового та новітнього часу Білоруського державного університету (1953—1972).
Все життя був безпартійним, а в 1973 році виїхав до Ізраїлю.

## Біографія
Микола Павлович Полетика народився 17 квітня 1896 року в Конотопі у родині збіднілої гілки відомого українського дворянського роду. Батька втратив у чотири роки. В жовтні 1905 року він вперше «познайомився» з «єврейським питанням» ставши свідком єврейського погрому в Києві. Погром так потряс бабусю Миколи, що вона раптово померла навесні 1906 року. Закінчив Першу київську гімназію, де навчався з вересня 1905 по липень 1914 року. У серпні 1914 року вступив до Київського університету Святого Володимира (історико-філологічний факультет).
В січні 1917 став свідком більшовицьких погромів та репресій у захопленому ними Києві:

Здесь, по данным Российского Красного Креста, погибло более 2000 офицеров и военных врачей, прошедших регистрацию Рады. <...> Такой красной карточки [посвідчення громадянина УНР, яке за спогадами Івана Козуба мали отримати всі кияни] так же было достаточно для того, чтобы отправить украинского гражданина на тот свет, как врага Советской России. Во время трехнедельной "пятаковщины" большевики запретили украинские газеты и конфисковали украинские типографии, закрыли украинские книжные магазины и украинские школы. Портреты Шевченко срывали со стен и топтали ногами. Говорить на улицах на украинском языке стало опасно. Киевские газеты печатали списки расстрелянных украинских социалистических деятелей.

15 липня 1923 року переїжджає до Ленінграда, де переводиться з 4 курсу правового факультету та з 3 курсу економічного факультету Київського інституту народного господарства на відповідні відділення факультету суспільних наук Ленінградського університету. В 1924 році закінчив Ленінградський університет (факультет суспільних наук, спеціальність «Світове господарство та світова політика»).
За час навчання в університеті М. Полетика опанував чотири іноземні мови: англійську, німецьку, французьку та італійську. М. Полетика знав весь літературний Ленінград двадцятих і був добре знайомий із Самуїлом Яковичем Маршаком, Олександром Гріном, Єлизаветою Полонською, сестрами Наппельбаум, дружив також з Євгеном Шварцем. Осип Мандельштам подарував Полетиці свою книгу «Шум часів».
З 1923 по 1927 рік працював кореспондентом у газеті «Ленинградская правда», журналі «Ленінград», журналі «Російський сучасник». В «Ленінградській правді» його призначили «власним кореспондентом» з Лондона, Парижа, Берліна, Відня, Рима, Вашингтона та інших столиць світу, і він повинен був, не виїжджаючи з СРСР, писати за матеріалами зарубіжних газет.
У 1928 році М. Полетика виступив з доповіддю в Ленінградському філіалі Інституту марксизму-ленінізму про визрівання світової війни. Більш ніж двогодинна доповідь викликала великий суспільний резонанс, адже доповідач вступив у суперечку з двома академіками М. Н. Покровським і Є. В. Тарле. В кінці 1920-х років М. Полетика співпрацював з «Красной газетою», журналами «Сучасний Захід», «Ленінград», і Радянським енциклопедичним словником. (Згодом він описав ці роки в одній зі своїх книг спогадів «Бачене і пережите».)
З 1930 по 1936 рік працював асистентом, доцентом і завідувачем кафедри Ленінградського інституту цивільного повітряного флоту. В кінці квітня 1931 року М.Полетика після застуди тяжко захворів запаленням середнього вуха, яке поклало початок його глухоти.
В 1936 році захистив кандидатську дисертацію за спеціальністю «Економіка повітряного транспорту». З 1936 по 1951 роки працював на історичному факультеті Ленінградського державного університету. У 1940 році він захистив докторську дисертацію і став завідувачем кафедри міжнародних відносин і зовнішньої політики СРСР.
Відразу після закінчення Другої світової війни, але «до фултонської промови Черчілля», у Ленінград прибули студенти з Кембриджа, які вивчали історію Росії. Коли запитали хто з професорів ЛДУ їм відомий, вони розповіли, що знають трьох — академіка Струве, академіка Тарле і професора М. П. Полетику. Сам Микола Полетика, коментуючи цю історію зазначив: «Я був задоволений. Третього місця мені було цілком достатньо».
У Ленінграді він прожив до 1951 року, а потім недовгий час жив у Ташкенті. Це був вимушений від'їзд через кампанію боротьби з космополітизмом. З 1951 по 1953 рік працював професором Середньоазіатського державного університету в Ташкенті.
З 1953 по 1972 рік працював на посаді професора кафедри історії нового і новітнього часу в Білоруському державному університеті.  
У 1971 році, коли М. П. Полетиці було 75 років, його відправили на пенсію.
У 1973 році він переїхав на ПМЖ на історичну батьківщину другої дружини (на якій одружився через багато років після смерті першої), в Ізраїль.
Помер 25 березня 1988 року.

## Родина
- Бабуся — Марія Львівна Бодилевська (уроджена Соколовська);
- Брат бабусі — Павло Львович Соколовський;
- Брат-близнюк — Юрій Павлович Полетика (17 квітня 1896, Конотоп — 1965) — поет, літературний критик[7], працював в «Червоній газеті» та в журналі «Російський сучасник». У 1937 році репресований за статтею 58-10 КК і засуджений на 5 років заслання в концтабір, а в підсумку провів 8 років на Колимі. Після звільнення жив у Конотопі[8];
- Перша дружина — Олександра Пумпянська. Прожили у шлюбі 19 років. Вона померла від раку легенів у 1944 році.

## Увічнення пам'яті
Погляди Миколи Полетики не підлаштовувались під жодну ідеологію — він намагався максимально відверто відобразити події. За словами самого Полетики метою дослідження «Виникнення світової війни» була спроба пояснити, «в яку таємницю і як саме була розв'язана у липні 1914 року світова війна». Але частина результатів не збіглася з тодішньою офіційною точкою зору. Радянський і російський історик, академік РАН Аполлон Давідсон, який був учнем Миколи Полетики відзначав:
|  | Заслуги Миколи Павловича як вченого, викладача, вчителя - безперечні. Однак десятиліттями вони піддавалися забуттю. Його ім'я не прийнято було згадувати, його внесок в науку замовчувався. Причина? Справа в тому, що в 1973 році, після того як його перевели на пенсію в Білоруському державному університеті, він емігрував до Ізраїлю і останні півтора десятиліття життя провів за кордоном. Він не брав участі там в політичному житті, не таврував радянську дійсність. І тим не менше про нього перестали писати. Тому необхідно відновити його добре ім'я, віддати йому заслужену шану. На жаль, навіть документи, пов'язані з його діяльністю, знайти тепер дуже важко |

.

## Публікації
- Полетика Н. «Как началась война» // журнал «Звезда». — 1924;
- Полетика Н. «Обезьяний» процесс в Америке. — М. ; Л., 1926;
- Сараевское убийство как дипломатический повод к войне // Историк-марксист. Т. 2. М., 1929. (Более 40 лет это было единстевнное в СССР исследование покушения в Сараево.)
- Полетика Н. Сараевское убийство: исследование по истории австро-сербских отношений. 1903—1914 гг.. — Л. : Изд-во «Красная газета», 1930.
- Полетика Н. «Ответственность за мировую войну» (1932);
- Полетика Н. Возникновение мировой войны. М.; Л. : Соцэкгиз, 1935.
- Полетика Н. Origins of the World War. — М.: Гос. Социально-экономическое изд-во, 1935[10];
- Полетика Н. Возникновение первой мировой войны. — М.: Мысль, 1964[11] (перевидання книги 1935 року з неавторською заміною формулювань з «нейтральних» авторських з 1935 року на більш чіткі. Приміром глава «Австро-сербський конфлікт» стала «Австро-Угорщина провокує світову війну», глава «Велике рішення Німеччини» стала «Німеччина розв'язує світову війну», глава «Франція в липневі дні 1914 р.» стала «Франція підштовхує Росію до вступу у війну», глава «Тактика Англії» стала «Англійська провокаційна політика „невтручання“ і форсування війни». Були й інші зміни.);
- Полетика Н. Виденное и пережитое: из воспоминаний. — Библиотека-Алия, 1982[12][13];
- Полетика Н. Воспоминания (незакінчені);
- Виденное и пережитое (Из воспоминаний). Иерусалим: Библиотека Алия, 1990 (Репринт з видання 1982 р.).

Також він написав передмову до праць адмірала Альфреда Мехена (1941) і до мемуарів гросс-адмірала Альфреда Тірпіца (1957).